# Домашен арест
 Тази статия е за мярката за неотклонение.  За сериала вижте Домашен арест (сериал).  
Домашен арест е мярка за неотклонение, при която на някого е забранено да напуска своето жилище. За временно напускане на жилището, в което се изпълнява домашният арест се изисква изрично предварително писмено разрешение от съответните органи, както и уважителна причина. Домашният арест е олекотена алтернатива на задържане под стража. През времето на задържането се правят проверки от полицията. Важно е някой да се грижи за задържания през периода на задържане. Последният има право да работи, но само надомно.

## Законова обосновка
Съгласно Наказателно-процесуален кодекс:
„Чл. 62. (1) Домашният арест се състои в забрана обвиняемият да напуска жилището си без разрешение на съответния орган.“
Съгласно Наказателен кодекс:
„Чл. 59. (1) (Изм. – ДВ, бр. 92 от 2002 г., в сила от 01.01.2005 г., изм. относно влизането в сила – ДВ, бр. 26 от 2004 г., в сила от 01.01.2004 г., изм. – ДВ, бр. 103 от 2004 г., в сила от 01.01.2005 г., изм. – ДВ, бр. 27 от 2009 г.) Времето, през което осъденият е бил задържан или по отношение на него е била взета мярка за неотклонение домашен арест, се приспада при изпълнение на наказанието лишаване от свобода или пробация, както следва:
1. един ден задържане се зачита за един ден лишаване от свобода или за три дни пробация;
2. два дни домашен арест се зачитат за един ден лишаване от свобода или за два дни пробация.“

### Основания за излизане
- лекар/зъболекар (лечение)
- избори (право на гласуване)

### Излизане
Пише се молба до съда, ако е на съдебна фаза, или до прокурора, ако е на следствена. Лицето се съпровожда от полиция, но това не се прави винаги. Маршрутът най-често не е определен, което позволява по-обширни разходки.

## Известни личности под домашен арест
- Владимир Борисов Гьоргов − бивш надзирател в ареста гр. Петрич.
- Абу Али ал-Хасан Ибн ал-Хайтам (Алхацен), арабски математик, поставен под домашен арест по времето на халив ал-Хаким до 1021 г. заради неуспеха си да предотварти наводнения по р. Нил.
- Галилео Галилей, италиански астроном и физик, през 1633 г. осъден за възгледите си в подкрепа на хелиоцентризма да прекара живота си под домашен арест, където умира през 1642 г.
- Мохамед Мосадек, министър-председател на Иран (1951 − 1953), след натиск от страна на американските разузнавателни служби, Шаха на Иран го сваля от власт и поставя под домашен арест, където умира.
- Мохамед Нагиб, един от водачите на революцията за премахване на монархията в Египет, след която става първият президент на страната (1953 − 1954).
- Мохамед VIII ал-Амин, държавен глава (монарх) на Тунис (1956 − 1957), слвален от власт от бъдещия президент Хабиб Бургиба и принуден да остане под домашен арест.
- Никита Хрушчов, първи секретар на КПСС (1953 − 1964), след като е принуден да подаде оставка прекарва остатъка от живота си под домашен арест.
- Ахмед Бен Бела, президент на Алжир (1963 − 1965), след свалянето си от власт е поставен под домашен арест до 1980 г., след което заминава в изгнание за Швейцария.
- Чия Тие Пох, преподавател по физика, социалистически лидер и депутат в Сингапур, през 1966 г. след като ръководи протест е арестуван по Закона за вътрешната сигурност, а по-късно мярката му е променена на домашен арест.
- Сукарно, първият президент на Индонезия (1945 − 1967), поставен под домашен арест след свалянето си от власт от ген. Сухарто, където остава до смъртта си.
- Брам Фишер, активист срещу апартейда в ЮАР, поставен под домашен арест през 1975 г., след освобождаването си става писател и носител на „Пулицър“ и Нобелова награда.
- Зулфикар Али Бхуто, президент (1971 − 1973) и министър-председател (1973 − 1977) на Пакистан, свален от ген. Зиа ул-Хак, а през 1979 г. – екзекутиран
- Шеху Шагари, президент на Нигерия (1979 – 1983), свален от ген. Мухамаду Бухари и поставен под домашен арест.
- Хорхе Видела, де факто президент на Аржентина (1976 − 1981), осъден на доживотен затвор през 1983 г., помилван през 1990 г., но отново осъден на затвор през 1998 г., след което преместен под домашен арест, където остава.
- Мухамаду Бухари, държавен глава на Нигерия (1983 − 1985), след свалянето си от власт е заставен да остане под домашен арест, но скоро се връща в политиката на страната.
- Хабиб Бургиба, президент на Република Тунис (1957 − 1987), свален от власт след импийчмънт от новоназначения от него министър-председател, прекарва под домашен 13 години до смъртта си.
- Чжао Цзян, китайски комунистически лидер, премиер на КНР (1983 − 1987), отлъчен от партията след протеста на площад „Тянанмън“ през 1989 г. и поставен под домашен арест, където прекарва последните 15 години от живота си.
- Аун Сан Су Чи, основател и лидер на демократичното движение в Мианмар (Бирма), за което е поставен под домашен арест през 1989 г., където остава. Освобождавана е за кратко на няколко пъти (през 1995 г. до 2000 г. и през 2002 г. до 2003 г.).
- М.К.О. Абиола, нигерийски бизнесмен, издател и политик, обявил се за президент на страната след като печели в избори през 1993 г., но резултатите са отменени от Ибрахим Бабангида, който го обвинява в държавна измяна и го поставя под домашен арест, където след 5 години умира.
- Пол Пот, министър-председател на Камободжа (1976 − 1979) и водач („генерален секретар“) на червените кхмери (1963 − 1997), през 1997 г. осъден на домашен арест от други лидери на движението след показен процес.
- Великият Аятолах Хюсеин Али-Монтазери, един от водачите на ислиямската революция в Иран, поставен под домашен арест през 1997 г. след като открито критикува режима на аятолах Рухолах Хомейни, но освободен през 2003 г. по настояване на над 100 ирански законодатели пред президента Мохамад Хатами.
- Аугусто Пиночет, президент на военна хунта в Чили (1973 − 1981), поставен от испански съд под домашен арест във Великобритания (1998 − 2000) и втори път от Върховния съд на Чили през 2005 г., където умира.
- Мордехай Вануну (Джон Крос), израелски ядрен техник, разкрил пред британската преса информация за провежданата от Израел ядрена програма, за която на няколко пъти осъждан и поставян под домашен арест, където се намира от 2003 г. (присъда потвърдена през 2007 г.)
- У Не Вин, държавен глава на Мианмар (Бирма) (1962 − 1988), поставен под домашен арест от военната хунта през 2002 г., където няколко месеца по-късно умира.
- Джиянг Янйонг, китайски лекар, който се опитва да даде публичност на избухналата в Китай епидемия на SARS през 2002 − 2003 г., поставен под домашен арест след като през 2004 г. призовава китайското правителство да преразгледа случая на площад „Тянанмън“.
- Имран Хан, пакистански играч на крикет, председател на пакистанското опозиционно движение, поставен под домашен арест през 2007 г. след обявеното от ген. Первез Мушараф извънредно положение в страната.
- Беназир Бхуто, министър-председател на Пакистан (1993 − 1996), свалена от поста си от президента Фарук Легари, заради обвинения в корупция. През 2007 г. Бхуто обвини пакистанския президент Первез Мушараф в неспособност да продължи с демократичните реформи и обяви, че ще се завърне в Пакистан след 8 години в изгнание. При завръщането си през октомври 2007 г. Бхуто бе посрещната с 20 хиляди войници, а на 9 ноември се оказа обкръжена от полиция в дома си, с което е поставена под де факто домашен арест.
- Стефан Софиянски кмет на София 1996 − 2006, и. д. министър-председател на България 1997. Срещу него са заведени 6 дела – за Халите, за Милениум центъра, и т.н. На Софиянски му е забранено да напуска страната, когато има командировка по служба трябва да пише молби до Парламента
- Алексей Петров, известен бизнесмен, кандидат за президент през 2011 г., 8 г. органите на сигурността, набеден за лидер на мафията в България. Задържан под домашен арест докато срещу него се водят дела